# Perigeo (gruppo musicale)
(Vincenzo Caporaletti, Il jazz-rock europeo, 2014)
Il Perigeo è stato un gruppo musicale italiano di stile fusion e rock progressivo anni settanta, guidato da Giovanni Tommaso.

## Storia
Il loro primo disco, Azimut (1972), raggiunge subito buoni risultati, nel successivo album Abbiamo tutti un blues da piangere (1973) inseriscono invece brani orientati verso il rock, dal jazz rock al funky jazz. Il successivo album Genealogia (1974) comprende brani sempre di alto livello ma più orecchiabili, con maggiore utilizzo del sintetizzatore. Riscuotono grande successo nel tour europeo dell'estate 1974. Ne La valle dei templi (1975), che si avvale della presenza di Tony Esposito alle percussioni, viene data particolare importanza alla ritmica; il gruppo ottiene un buon riconoscimento commerciale. Con Non è poi così lontano (1976), registrato in Canada, il Perigeo esalta al massimo le doti tecniche dei musicisti ma chiude con il jazz rock.
Nel tardo autunno del 1977, durante un concerto a Firenze alla Festa dell'Avanti!, salutano il pubblico annunciando il loro scioglimento in concomitanza di questo loro ultimo concerto ufficiale.
Nel 1978 tutti i membri del gruppo partecipano alla registrazione dell'album Ullu del cantautore Giovanni Ullu.

### Perigeo Special
Nel 1980, dopo una lunga pausa durante la quale il gruppo è ufficialmente disciolto, avviene una reunion per la produzione del doppio album Alice nel quale il jazz rock si alterna a brani più pop. Sull'etichetta del disco la denominazione del gruppo è Perigeo Special ma si tratta ancora dei componenti originali.

### New Perigeo
Poco dopo (nel 1981) Giovanni Tommaso riforma il gruppo con nuovi membri e dà vita al New Perigeo, che resterà in vita un anno e mezzo circa; questa formazione partecipa alla realizzazione di Q Concert, un mini-LP con Rino Gaetano e Riccardo Cocciante e dell'LP Effetto amore.

### Eventi successivi
Nel 1993, per il ventennale di Umbria jazz, vi fu una riunione del gruppo. Il 25 ottobre 2008, la formazione originale, a parte Franco D'Andrea, diede vita ad un'altra reunion, al Festival della Creatività di Firenze.
Il 23 luglio 2019 ha avuto luogo la One Shot Reunion nell'ambito del Musart Festival di Firenze, nella centralissima Piazza SS. Annunziata. Per l'occasione si riunì la formazione originale della band, ad eccezione di Franco D'Andrea sostituito da Claudio Filippini, con la partecipazione straordinaria di Alex Pacho Rossi.

## Formazione

### Perigeo
- Giovanni Tommaso - contrabbasso, basso
- Franco D'Andrea - pianoforte, tastiere
- Bruno Biriaco - batteria
- Claudio Fasoli - sax
- Tony Sidney - chitarra

### New Perigeo
- Giovanni Tommaso - basso, voce solista e cori, contrabbasso, percussioni
- Danilo Rea - pianoforte, cori, tastiere, marimba
- Agostino Marangolo - batteria
- Maurizio Giammarco - sax, cori, flauto
- Carlo Pennisi - chitarra, cori e voce solista occasionale

## Discografia

### Perigeo
Album in studio
- 1972 - Azimut (RCA Italiana, PSL 10555)
- 1973 - Abbiamo tutti un blues da piangere (RCA Italiana, PSL 10609)
- 1974 - Genealogia (RCA Italiana, TPL 1-1080)
- 1975 - La valle dei templi (RCA Italiana, TPL 1-1175)
- 1976 - Non è poi così lontano (RCA Italiana, TPL 1-1228) (pubblicato negli USA nel 1977 con il titolo Fata Morgana)

Album dal vivo
- 1990 - Live at Montreux (RCA Italiana, 74321 149842)
- 1990 - Live in Italy 1976 (Contempo, CONTE 156)
- 2022 - One Shot Reunion (Abeat)

Raccolte
- 1977 - Attraverso il Perigeo (RCA Lineatre, NL 33039)

Singoli
- 1975 - La valle dei templi/Tamale, RCA Italiana
- 1976 - Movie Rush (La febbre del cinema)/Tema di alba (RCA Original Cast, TPBO 1224)
- 1976 - Fata Morgana/Take Off (RCA Original Cast, TPBO 1278)

Partecipazioni a compilation
- 1973 - Free Dimension (RCA Italiana, CKAY 27134; contiene Grandangolo e Aspettando il nuovo giorno)
- 1975 - Trianon 75 - Domenica mattina (RCA Italiana, TCM2-1178; album live contenente Via Beato Angelico)
- 1981 - Q Concert, RCA Italiana (con Rino Gaetano e Riccardo Cocciante; contiene Aschimilero)

Collaborazioni con altri artisti
- 1978 - Ullu di Giovanni Ullu, RCA Italiana

### Come Perigeo Special
- 1980 - Alice, RCA Italiana.

### Come New Perigeo
- 1981 - Effetto amore, RCA Italiana